# Anselm Gerhard
Anselm Gerhard (* 30. März 1958 in Heidelberg) ist ein deutscher Musikwissenschaftler und Opernforscher.

## Leben und Wirken
Gerhard besuchte Schulen in Kiel und Mannheim. Sein Studium erfolgte in Frankfurt am Main und an der Technischen Universität Berlin bei Carl Dahlhaus (Magisterprüfung 1982). 1982 bis 1985 war er Stipendiat der Stiftung Volkswagenwerk in Parma und Paris, 1985 wurde er an der Technischen Universität Berlin promoviert. 1985 bis 1992 wirkte Gerhard als Wissenschaftlicher Angestellter, später Hochschulassistent am Musikwissenschaftlichen Seminar der Westfälischen Wilhelms-Universität Münster (Habilitation 1992), 1992 bis 1994 wirkte er ebenda als Hochschuldozent und war Heisenberg-Stipendiat der Deutschen Forschungsgemeinschaft.
Vom 1. Oktober 1994 bis zum 31. Dezember 2021 wirkte Gerhard als ordentlicher Professor für Musikwissenschaft an der Universität Bern; bis zum 31. August 2021 war er auch Direktor des dortigen Instituts für Musikwissenschaft. Daneben war er Gast-Professor an den Universitäten Freiburg im Üchtland, Pavia (Facoltà di musicologia in Cremona), Genf und an der École normale supérieure zu Paris; Gast-Lehraufträge übernahm er an der Stanford University, den Universitäten Heidelberg, Basel und Zürich sowie der Musikhochschule Luzern. 2006 lehnte er den Ruf auf die Professur für Theaterwissenschaft an der Universität Bayreuth verbunden mit der Leitung des Forschungsinstituts für Musiktheater Schloss Thurnau ab. 2009 wurde er von der Royal Musical Association (London) – mit der Dent Medal "for outstanding contributions to musicology" ausgezeichnet.
1995 bis 2001 war Gerhard Präsident des Kuratoriums Musikforschung der Akademie 91 Zentralschweiz (Luzern), 1996–2002 Gründungspräsident des Vereins Arbeitsstelle Schweiz Répertoire International des Sources Musicales (Bern), 1997 bis 2002 Director-at-large der International Musicological Society, 1998 bis 2002 Mitglied der steering group musicology der European Science Foundation (Strasbourg), 2000 bis 2007 Präsident der Ortsgruppe Bern der Schweizerischen Musikforschenden Gesellschaft. 1997 bis 2001 Mitherausgeber der Zeitschrift Musiktheorie, 2001 bis 2012 Mitherausgeber der Zeitschrift Schubert: Perspektiven, seit 2002 Mitherausgeber der Schweizer Beiträge zur Musikforschung, seit 2003 Mitherausgeber der Zeitschrift Verdi Forum. Journal of the American Institute for Verdi Studies. Seit 2016 gibt er die neu gegründete Zeitschrift verdiperspektiven heraus. Von Mai 2015 bis Dezember 2019 stand er als Präsident dem neu gegründeten Walter Benjamin Kolleg an der Universität Bern vor.
Zu Gerhards Forschungsschwerpunkten gehört die Oper des 19. Jahrhunderts: Mit seinem Buch Die Verstädterung der Oper, das auch in englischer Übersetzung vorliegt, entwickelte er eine wahrnehmungs- und mentalitätengeschichtliche Perspektive auf die französische historische Oper zwischen Rossini und Meyerbeer sowie Verdi. Zahlreich sind seine Veröffentlichungen zu Verdi, in denen es neben analytischen Fragen auch um die Sozialgeschichte der italienischen Oper und die Biographie des Komponisten geht. In seiner Habilitationsschrift London und der Klassizismus in der Musik wird die Entstehung des Konzepts einer nur auf sich selbst bezogenen Instrumentalmusik auf die britische ästhetische Debatte des 18. Jahrhunderts bezogen und damit die britische Wurzel der „Idee der absoluten Musik“ hervorgehoben.
Mit einer 1996 in Bern veranstalteten Tagung, deren Beiträge 2000 im Druck erschienen, gehörte Gerhard zu den ersten Musikhistorikern, die sich mit der Verstrickung der deutschen Musikwissenschaft in das NS-Regime auseinandersetzten. In weiteren Beiträgen zu Methode und Geschichte der Disziplin Musikwissenschaft setzte er sich kritisch mit der Gewohnheit auseinander, historische Fragestellungen im Raster der Nationalgeschichte zu behandeln.

## Schriften (Auswahl)
- Die Verstädterung der Oper. Paris und das Musiktheater des 19. Jahrhunderts. Metzler, Stuttgart/Weimar 1992, ISBN 3-476-00850-9; englisch: The Urbanization of Opera: Music Theater in Paris in the Nineteenth Century, translated by Mary Whittall. The University of Chicago Press, Chicago/London 1998.
- Musikwissenschaft – eine verspätete Disziplin? Die akademische Musikforschung in der ersten Hälfte des 20. Jahrhunderts zwischen Fortschrittsglauben und Modernitätsverweigerung. Hrsg. von Anselm Gerhard. Metzler, Stuttgart 2000.
- Verdi-Handbuch. Hrsg. von Anselm Gerhard und Uwe Schweikert. Metzler, Stuttgart/Weimar 2001, 2. überarbeitete Auflage 2013.
- London und der Klassizismus in der Musik. Die Idee der „absoluten Musik“ und Muzio Clementis Klavierwerk. Metzler, Stuttgart/Weimar 2002.
- „Musizieren, Lieben – und Maulhalten!“ Albert Einsteins Beziehungen zur Musik. Hrsg. von Ivana Rentsch und Anselm Gerhard. Schwabe, Basel 2006.
- Giuseppe Verdi. Beck, München 2012.
- Antonio Ghislanzoni: Wie macht man eine italienische Oper? Italienisch/deutsch [L’arte di far libretti (1870)]. Hrsg. von Anselm Gerhard. (Taschenbücher zur Musikwissenschaft, 163). Noetzel, Wilhelmshaven 2014.